# Comté d'Alcona
Le comté d'Alcona (Alcona County en anglais) est dans le nord-est de la péninsule inférieure de l'État du Michigan. Son siège est à Harrisville. Selon le recensement de 2011, sa population est de 10 800 habitants.

## Géographie
Le comté a une superficie de 4 637 km2, dont 1 746 km2 en surfaces terrestres.

### Comtés adjacents
- Comté d'Alpena (nord)
- Comté de Iosco (sud)
- Comté d'Ogemaw (sud-ouest)
- Comté d'Oscoda (ouest)
- Comté de Montmorency (nord-ouest)